# Awer Mabil
Awer Bul Mabil, abrégé Awer Mabil, né le 15 septembre 1995 dans le camp de réfugiés de Kakuma au Kenya, est un footballeur international australien. Il joue au poste d'ailier.

## Carrière

### En club
Awer Mabil rejoint le FC Midtjylland lors de l'été 2015. Après seulement neuf matchs joués, il est prêté au Esbjerg fB l'été suivant. Après la relégation du club, Mabil revient à Midtjylland pour l'été 2017.

### En sélection
En août 2013, il est retenu avec l'équipe d'Australie des moins de 20 ans pour disputer un tournoi à L'Alcúdia en Espagne.
Il est convoqué pour la première fois en équipe d’Australie par Graham Arnold le 15 octobre 2018, lors d’un match amical face au Koweït. Il marque son premier but en sélection, le quatrième de la victoire 4-0 lors de ce même match.
Il participe à sa première grande compétition internationale lors de la Coupe d'Asie 2019, les Socceroos s'inclinent en quarts-de-finale contre les Émirats arabes unis.
Le 8 novembre 2022, il est sélectionné par Graham Arnold pour participer à la Coupe du monde 2022.

## Reconnaissance et honneurs
En 2018, Mabil a reçu le FIFPRO Merit Award, présenté par la Fédération internationale des footballeurs professionnels lors d'une cérémonie à Rome. Le prix est d'une valeur de 25 000 dollars américains, à verser à son association caritative pour poursuivre son travail.
En juin 2022, lors d'une visite dans son ancienne école, le St Columba College, Mabil a reçu le prix de l'Alumnus de l'année 2022, en reconnaissance de son niveau élevé de réussite dans le football ainsi que de son engagement envers la communauté avec son association Barefoot to Boots.
En novembre 2022, Mabil a été annoncé comme récipiendaire du prix du Jeune Australien de l'année 2023 pour son État d'origine, Australie du Sud,. Le 25 janvier 2023, il a été nommé Jeune Australien de l'année au niveau national.

## Vie personnelle
Son frère aîné est Awer G. Bul, qui est directeur de Barefoot to Boots, qu'il a co-fondé.
La sœur de Mabil, Bor, âgée de 19 ans, a été tuée dans un accident de voiture à Adelaide en 2018.
Il a fréquenté l'école avec son bon ami, un autre réfugié et joueur de l'équipe nationale, Thomas Deng.

## Statistiques
| Saison                | Club                  | Championnat           | Championnat | Championnat | Coupe(s) nationale(s) | Coupe(s) nationale(s) | Compétition(s) continentale(s) | Compétition(s) continentale(s) | Compétition(s) continentale(s) | Total | Total |
| Saison                | Club                  | Division              | M.          | B.          | M.                    | B.                    | Comp.                          | M.                             | B.                             | M.    | B.    |
| 2012-2013             | Adelaide United       | A-League              | 5           | 0           | 0                     | 0                     | -                              | -                              | -                              | 5     | 0     |
| 2013-2014             | Adelaide United       | A-League              | 21          | 2           | 0                     | 0                     | -                              | -                              | -                              | 21    | 2     |
| 2014-2015             | Adelaide United       | A-League              | 21          | 6           | 3                     | 1                     | -                              | -                              | -                              | 24    | 7     |
| Sous-total            | Sous-total            | Sous-total            | 47          | 8           | 3                     | 1                     | -                              | -                              | -                              | 50    | 9     |
| 2015-2016             | FC Midtjylland        | Superliga             | 6           | 0           | 1                     | 0                     | C3                             | 2                              | 0                              | 9     | 0     |
| 2016-2017             | Esbjerg fB (prêt)     | Superliga             | 25          | 4           | 4                     | 0                     | -                              | -                              | -                              | 29    | 4     |
| Sous-total            | Sous-total            | Sous-total            | 31          | 4           | 5                     | 0                     | -                              | 2                              | 0                              | 38    | 4     |
| Total sur la carrière | Total sur la carrière | Total sur la carrière | 78          | 12          | 8                     | 1                     | -                              | 2                              | 0                              | 88    | 13    |

## Palmarès
Il remporte la coupe d'Australie en 2014 avec le club de l'Adelaide United.